# Bransfield (Schiff)
Die Bransfield war ein 1970 für die Versorgung der britischen Antarktisstationen gebautes Schiff.

## Geschichte
Das Schiff wurde von Graham & Woolnaugh in Liverpool entworfen und 1970 unter der Baunummer 508 auf der Werft Robb Caledon Shipbuilders in Leith gebaut. Der Stapellauf des Schiffes fand am 4. September 1970 statt. Die Fertigstellung des Schiffes erfolgte Ende Dezember 1970.
Das nach dem britischen Seefahrer und Forscher Edward Bransfield benannte Schiff ersetzte die Shackleton und wurde vom British Antarctic Survey überwiegend für die Versorgung der britischen Antarktisstationen – in erster Linie der Halley-Station – genutzt. Das Schiff konnte eingeschränkt auch für Forschungsaufgaben genutzt werden.
Am 28. Juni 1977 vertrat das Schiff das Natural Environment Research Council beim „Review of the Fleet“, der zu Ehren des silbernen Thronjubiläums von Königin Elizabeth II. auf dem auch als Spithead bezeichneten Teil des Solent zwischen Portsmouth und der Isle of Wight stattfand.
Das Schiff machte 29 Reisen in die Antarktis und legte dabei insgesamt knapp 900.000 Seemeilen zurück. Die letzte Antarktisreise endete am 6. Mai 1999. Anschließend wurde das Schiff an die norwegische Reederei Rieber Shipping verkauft. Der Verkauf war Teil der Chartervereinbarung zwischen dem British Antarctic Survey und Rieber Shipping über das Schiff Polar Queen, das vom British Antarctic Survey als Ersatz für die Bransfield für Polarforschungs- und -versorgungsaufgaben im Rahmen einer Bareboat-Charter übernommen wurde. Die Bransfield wurde in Igenpearl umbenannt und im Jahre 2000 in Mumbai verschrottet.

## Technische Daten und Ausstattung
Der Antrieb des Schiffes erfolgte dieselelektrisch. Für die Propulsion standen zwei Elektromotoren zur Verfügung, die auf einen Verstellpropeller wirkten. Für den Antrieb war einer der Motoren ausreichend. Das Schiff erreichte dann eine Reisegeschwindigkeit von knapp 11 Knoten. Bei Nutzung beider Motoren erreichte das Schiff eine Reisegeschwindigkeit von gut 13 Knoten. Das Schiff konnte mit einem Motor bis zu 90 Tage und mit beiden Motoren bis zu 55 Tage auf See bleiben.
Die Decksaufbauten des Schiffes befanden sich vom Mittschiffsbereich nach vorne. Vor und hinter den Decksaufbauten befanden sich jeweils ein Laderaum, die von je einem Ladebaum bedient wurden. Später wurden die Ladebäume durch Krane ersetzt. Im Mast auf den Decksaufbauten befand sich ein Krähennest. Der Rumpf des Schiffes war eisverstärkt. An Bord war Platz für 95 Personen. 37 Plätze standen der Schiffsbesatzung, 58 Plätze Passagieren (Forschern und Techniker) zur Verfügung.

## Sonstiges
Das Schiff war mehrfach auf Briefmarken abgebildet.